# Drosophila fronto
Drosophila fronto är en tvåvingeart som först beskrevs av Walker 1853.  Drosophila fronto ingår i släktet Drosophila och familjen daggflugor.
Artens utbredningsområde är USA.